# Consell Consultiu de les Illes Balears
El Consell Consultiu de les Illes Balears és el màxim òrgan consultiu de l'administració autonòmica, creat mitjançat la Llei 5/1993, de 15 de juny, i consagrat a l'article 76 de l'Estatut d'Autonomia de les Illes Balears en la seva darrera reforma de 2007.

## Composició

### Membres del Consell Consultiu
L’article 76.2 de l’Estatut d’autonomia estableix que el Consell Consultiu ha d’estar integrat com a màxim per deu juristes i l’article 5.1 de la Llei 5/2010, de 16 de juny, amb la redacció que en fa la Llei 7/2011, de 20 d’octubre, fixa el nombre de membres en deu.

### Nomenament
Els deu membres són nomenats, mitjançant un decret del president de les Illes Balears, entre juristes de competència i prestigi reconeguts que tenguin la condició política de ciutadans de les Illes Balears, amb més de deu anys d’exercici professional.

### Sistema d’elecció i designació
El Parlament, amb el vot favorable de tres cinquenes parts dels diputats, ha d’elegir dues cinquenes parts dels membres; el Govern n’ha d’elegir les altres tres cinquenes parts. És a dir, dels deu membres que formen el Consell Consultiu, quatre són elegits pel Parlament i sis són designats pel Govern.
Els membres del Consell Consultiu trien d’entre ells, per majoria absoluta, el president i el conseller secretari de la institució; aquesta votació és secreta.

### Durada del mandat
El nomenament dels membres es fa per un període de quatre anys i poden ser novament elegits o designats per a mandats posteriors.

### Composició actual
President
- Felio José Bauzá Martorell

Consellera secretària
- María Virtudes Marí Ferrer

Consellers
- José Argüelles Pintos
- Jorge Sainz de Baranda Brünbeck
- Antònia Maria Perelló Jorquera
- Andrés Buades de Armenteras
- Antonio José Diéguez Seguí
- María de los Ángeles Berrocal Vela
- Lourdes Aguiló Bennàssar
- Maria Ballester Cardell